# Савіч Олег Вікторович
Оле́г Ві́кторович Са́віч — капітан Збройних сил України, учасник російсько-української війни.
Військовий розвідник, брав участь у бойових діях на сході України.
Станом на квітень 2017-го — заступник начальника штабу батальйону «Київська Русь».

## Нагороди
За особисту мужність, сумлінне та бездоганне служіння Українському народові, зразкове виконання військового обов'язку відзначений — нагороджений
- 10 вересня 2015 року — орденом Богдана Хмельницького III ступеня.